# Bahnhof Jasienica
Der Bahnhof Jasienica ist eine Betriebsstelle an der Bahnstrecke Szczecin – Trzebież Szczeciński. Sie liegt im gleichnamigen Stadtteil Jasienica der westpommerschen Stadt Police in Polen.

## Lage
Jasienica ist eine von vier Betriebsstellen in Police. Sie befindet sich am Bahnübergang der ul. Piotra i Pawła und der Brücke über den Fluss Gunica. Das Empfangsgebäude wurde nach der Schließung als Wohnhaus genutzt.

## Geschichte
Die Königliche Eisenbahndirektion Berlin trieb das Projekt einer Eisenbahnverbindung von Stettin nach Jasenitz ab 1890 voran. Die Nebenbahn sollte in erster Linie eine ganzjährige Verbindung der Anrainerortschaften sicherstellen, da diese ihren Güterverkehr bis dahin vornehmlich über die Oder abwickelten. Nach zweijähriger Bauzeit konnte der Abschnitt Pölitz – Jasenitz am 15. Oktober 1898 als letzter für den Gesamtverkehr  eröffnet werden. Am 15. März 1910 ging die Verlängerung von Jasenitz nach Groß Ziegenort in Betrieb. Dem Bau waren hohe Entschädigungszahlungen an einige Grundeigentümer in Jasenitz vorausgegangen, da diese sich anfangs weigerten, der Direktion die Bauerlaubnis zu erteilen.
Nach dem Zweiten Weltkrieg befand sich Jasenitz zunächst unter sowjetischer, ab September 1946 dann unter polnischer Verwaltung. Der Zugverkehr ruhte während der Zeit. Der Bahnhof erhielt zu dieser Zeit etwa den polnischen Namen Jasienica. Mitte der 1960er Jahre baute die PKP die Strecke bis Jasienica zweigleisig aus, 1982 folgte die Elektrifizierung mit 3 kV Gleichspannung. Im Zusammenhang mit dem zweigleisigen Ausbau erhielt der Bahnhof südlich der bisherigen Anlage einen neuen Mittelbahnsteig.
In den 1990er Jahren dünnte die PKP den Fahrplan zunächst aus, ab Mai 2000 waren nur noch drei Zugpaare zwischen Police und Trzebież Szczeciński vorgesehen. Der Fahrplan vom 6. Januar 2002 kündigte die Fahrten zwischen Police und Trzebież Szczeciński als Ausfall an, zum 1. Oktober 2002 folgte dann die offizielle Einstellung des Personenverkehrs auf der Strecke. Das zweite Gleis wurde nach der Einstellung wieder abgebaut. Das Empfangsgebäude wurde als Wohnung umgenutzt.